# Vieira de Leiria
Vieira de Leiria is een plaats (freguesia) in de Portugese gemeente Marinha Grande en telt 5781 inwoners (2001).